# Pârâul Buciumanilor
Pârâul Buciumanilor sau Râul Bucium este un afluent al râului Abrud.  

## Hărți
- Harta Munții Apuseni
- Harta Județul Alba